# Encuentro Matrimonial
Encuentro Matrimonial es un movimiento eclesial fundado en la ciudad española de Barcelona, hacia 1952, por el sacerdote Gabriel Calvo. Más tarde,  se habrían terminado formando a partir de ella tres organizaciones distintas: "Encuentro Matrimonial Mundial" ("Worldwide Marriage Encounter", WWE), "National Marriage Encounter" y "United Marriage Encounter", tres organizaciones con metas similares.
Estos movimientos promueven unos «fines de semana» que estarían enfocados en ayudar a los matrimonios a mejorar su relación de pareja, mediante técnicas de comunicación que les ayuden a conocerse más profundamente y a revitalizar su vida conyugal.